# Pierwszobazowy

Pozycja pierwszobazowego.

Pierwszobazowy (ang. first baseman, w skrócie 1B) – w baseballu zawodnik drużyny broniącej, grający w pobliżu pierwszej bazy. W zapisie meczowym pierwszobazowy odnotowywany jest jako numer 3.